# Lance M. Fritz
Lance Monson Fritz (geboren 1963) ist ein amerikanischer Manager. Er war Chairman, Präsident und CEO der Union Pacific Corporation, der größten amerikanischen Bahngesellschaft.

## Leben
Lance M. Fritz studierte bis 1985 an der Bucknell University und legte seinen Bachelor in Maschinenbau ab. Anschließend studierte er an der Kellogg School of Management der Northwestern University und erhielt 1991 einen Master in Management. Anschließend arbeitete er bis 1994 bei Cooper Industries Ltd. im Merchandising-Bereich. Danach wechselte er zu General Electric und war bis 1997 in verschiedenen Unternehmensbereichen tätig. Von 1997 bis 2000 war er bei Fiskars Inc. in leitender Funktion tätig.
Im Juli 2000 wechselte er zur Union Pacific Railroad und war für den Energiebereich in der Marketing- und Verkaufsabteilung zuständig. Ab dem 28. Februar 2005 war er Vizepräsident für die Nordregion, später die Südregion. Danach war er verantwortlich für das Personal sowie für den operativen Betrieb (ab 1. September 2010). Er war der designierte Nachfolger des bisherigen CEO, Präsidenten und Chairman John J. Koraleski. Im Rahmen des geplanten Übergangs der Unternehmensleitung wurde er am 6. Februar 2014 Präsident und Chief Operating Officer der Union Pacific Railroad. Am 6. Februar 2015 wurde er in den Aufsichtsrat der Union Pacific Corporation berufen und wurde Präsident und CEO der Union Pacific Corporation. Zum 1. Oktober 2015 wurde er Chairman des Unternehmens. zum 14. August 2023 beendete er seine Tätigkeit für die Union Pacific.
Seit April 2015 sitzt er im Aufsichtsrat des mexikanischen Tochterunternehmen Ferrocarril Mexicano.
Neben seiner Tätigkeit bei der Union Pacific ist er Vorsitzender des Aufsichtsrates der Association of American Railroads und er sitzt im Aufsichtsrat der amerikanischen Handelskammer.
Er ist verheiratet und hat zwei Kinder.